# 圣罗芒德马勒加德
圣罗芒德马勒加德（法語：Saint-Roman-de-Malegarde，法語發音：[sɛ̃ ʁɔmɑ̃ də malɡaʁd]）是法国普罗旺斯-阿尔卑斯-蓝色海岸大区沃克吕兹省的一个市镇，属于卡庞特拉区。

## 地理
圣罗芒德马勒加德（44°16'12"N, 4°57'48"E）面积8.21 平方千米，位于法国普罗旺斯-阿尔卑斯-蓝色海岸大区沃克吕兹省，该省份为法国东南部内陆省份，北起德龙省，西北接阿尔代什省，西接加尔省，南至罗讷河口省，东南角与瓦尔省接壤，东临上普罗旺斯阿尔卑斯省。
与圣罗芒德马勒加德接壤的市镇（或旧市镇、城区）包括：蒂莱特、比松、凯拉讷、拉斯托、圣塞西尔莱维涅。

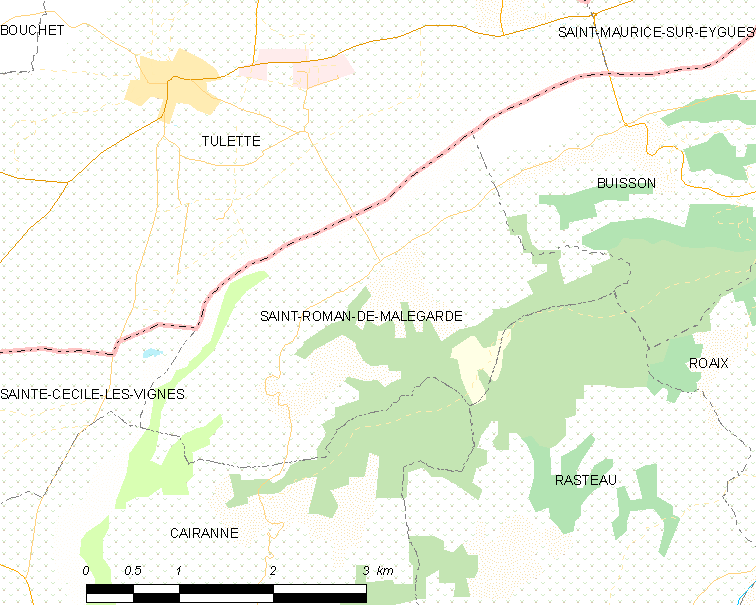
圣罗芒德马勒加德的OSM定位图

圣罗芒德马勒加德的时区为UTC+01:00、UTC+02:00（夏令时）。

## 行政
圣罗芒德马勒加德的邮政编码为84290，INSEE市镇编码为84117。

## 政治
圣罗芒德马勒加德所属的省级选区为韦松拉罗迈讷县。

## 人口

1962-2008年间圣罗芒德马勒加德人口变化图示

圣罗芒德马勒加德于2022年1月1日时的人口数量为339人。